# Бандера, Марта-Мария Андреевна
Ма́рта-Мари́я Андре́евна Банде́ра (укр. Ма́рта-Марі́я Андрі́ївна Банде́ра ; 22 июня 1907, с. Старый Угринов, Австро-Венгрия (ныне Калушского района Ивано-Франковской области Украины) — 13 ноября 1982, с. Сухобузимское, Красноярского края) — украинский педагог, общественно-политический деятель.
Член ОУН с 1936 года.

## Биография
Родилась в семье священника Украинской греко-католической церкви Андрея Бандеры. Старшая сестра политического деятеля, идеолога и теоретика украинского национализма Степана Бандеры.
Окончила Стрыйскую учительскую семинарию. Работала педагогом. Руководила Долинским районным проводом женской сети организаций ОУН.
22 мая 1941 года Бандера вместе с сестрой Оксаной и отцом Андреем Бандерой в с. Тростянец была арестована сотрудниками НКВД УССР и отправлена в Станислав. Позже без суда и следствия была этапирована в ссылку Сибирь в Красноярский край. Там сёстры работали в колхозе, замуж не вышли, были бездетными.
В 1960 году была снята со спецпоселения, однако вернуться на Украину сестре Бандеры не разрешили. В 1960—63 гг. жила на спецпоселении в пос. Советский (Воркута).
В 1990 году, спустя восемь лет после её смерти, останки Бандеры были перевезены во Львов, а потом перезахоронены на кладбище в родном селе Старом Угринове.